# Drosophila luguensis
Drosophila luguensis este o specie de muște din genul Drosophila, familia Drosophilidae, descrisă de Gao și Masanori Joseph Toda în anul 2003. Conform Catalogue of Life specia Drosophila luguensis nu are subspecii cunoscute.